# Banque d'exportation et d'importation de Chine
La Banque d'exportation et d'importation de Chine est une banque publique chinoise spécialisée dans le commerce extérieur. Elle est créée en 1994. Son siège social est basé à Pékin. Elle est sous la tutelle du Conseil des affaires de l'État de la république populaire de Chine.
En tant que policy bank elle poursuit un double objectif "politique" (soutien export et développement) et financier de rentabilité. 